# Unspoken (álbum de Unspoken)
Unspoken es el álbum debut de estudio homónimo de la banda cristiana Unspoken. El álbum fue lanzado el 1 de abril de 2014 por Centricity Music, y el productor es Seth Mosley para todas las pistas excepto para la número 2, «Who You Are», que es producida por Jason Walker. El álbum fue bien recibido comercialmente y críticamente.

## Antecedentes
El álbum de estudio se lanzó el 1 de abril de 2014 por Centricity Music, y el productor es Seth Mosley y Jason Walker en la pista n.º 2 «Who You Are» únicamente. Además, este es el álbum debut de estudio de la banda.

## Recepción crítica
Unspoken obtuvo elogios de las calificaciones y reseñas de los críticos musicales. Matt Conner de CCM Magazine calificó el álbum con cuatro estrellas de cinco, y señaló que «Unspoken es un conjunto de canciones ingeniosas e inspiradas que evocan comparaciones con los grupos pop más fuertes de la industria». En Worship Leader, Amanda Furbeck calificó el álbum con cuatro estrellas y media de cinco, y escribió que «la música de Unspoken está sólidamente basada en una base bíblica, creando una combinación cautivadora de letras y música». Jonathan Andre de Indie Vision Music calificó el álbum con cuatro estrellas de cinco, calificando el lanzamiento como «emotivo y agradable». En New Release Tuesday, Kevin Davis calificó el álbum con cuatro estrellas y media de cinco, y comentó que el lanzamiento es «un álbum edificante, conmovedor y "gourmet" de adoración».
En Cross Rhythms, Tony Cummings calificó el álbum con un nueve de diez cuadrados, declarando que este lanzamiento es «un paquete excepcional». Joshua Andre de Christian Music Zine calificó el álbum con cuatro y cuarto de cinco, diciendo que el lanzamiento se compone de «letras honestas y relevantes». En Hallels, Timothy Yap dio una crítica positiva del álbum y dijo que «lo que le da a este álbum su atractivo personal es que Mattson ha incrustado páginas de su propia autobiografía en estas canciones». Jono Davies de Louder Than the Music calificó el álbum con cuatro estrellas de cinco, afirmando que «Este es un álbum muy sólido de una banda que sabe cómo producir grandes éxitos».

## Éxito comercial
Para la semana de la lista de Billboard del 19 de abril de 2014, Unspoken fue el álbum número 17 más vendido en la lista de Top Christian Albums, vendiendo 1000 copias en su primera semana. El álbum alcanzó el puesto número 9 en la lista Top Christian Albums del 27 de septiembre de 2014 y el número 175 en Billboard 200 una semana después. El álbum ha vendido 31 000 copias en los Estados Unidos hasta julio de 2016.

## Lista de canciones
| Unspoken |                        |                                               |          |  |
| N.º      | Título                 | Escritor(es)                                  | Duración |  |
| 1.       | «Start a Fire»         | Jon Lowry, Chad Mattson, Seth Mosley          | 3:05     |  |
| 2.       | «Who You Are»          | Mike Gomez, Lowry, Mattson, Jason Walker      | 3:24     |  |
| 3.       | «Good Fight»           | Lowry, Mattson, Tyrus Morgan                  | 2:56     |  |
| 4.       | «Call It Grace»        | Michael Farren, Lowry, Mattson, Mosley        | 4:00     |  |
| 5.       | «Lift My Life Up»      | Jason Ingram, Jon Lowry, Chad Mattson, Mosley | 4:03     |  |
| 6.       | «Tomorrow»             | Lowry, Mattson, Mosley, James Teely           | 3:55     |  |
| 7.       | «In Your Hands»        | Lowry, Mattson, Teely                         | 3:56     |  |
| 8.       | «Real Thing»           | Mattson, Morgan                               | 3:05     |  |
| 9.       | «Walking Away»         | Lowry, Mattson, Ingram, Mosley                | 3:31     |  |
| 10.      | «Everything»           | Lowry, Mattson, Mosley                        | 3:08     |  |
| 11.      | «Bury the Workmen»     | Gomez, Lowry, Doug McKelvey                   | 3:22     |  |
| 12.      | «My Recovery»          | Gomez, Lowry, Mattson, Andrew Osenga          | 3:37     |  |
| 13.      | «Tomorrow [Radio Mix]» | Lowry, Mattson, Mosley, Teely                 | 3:24     |  |
| 45:26    |                        |                                               |          |  |

## Posicionamiento en listas
| País           | Lista (2014)         | Posición más alta |
| -------------- | -------------------- | ----------------- |
| Estados Unidos | Billboard 200        | 175               |
| Estados Unidos | Top Christian Albums | 9                 |